# Satu Nou (Gheorghe Doja), Mureș
Satu Nou (maghiară Teremiújfalu) este un sat în comuna Gheorghe Doja din județul Mureș, Transilvania, România. Se află în partea de sud a județului, în Dealurile Nirajului din Podișul Târnavelor, pe malul drept al Nirajului.

## Istoric
Pe Harta Iosefină a Transilvaniei din 1769-1773 (Sectio 142), localitatea a apărut sub numele de „Ujfalu” sau „Kis Teremi Ujfalu”.

## Imagini

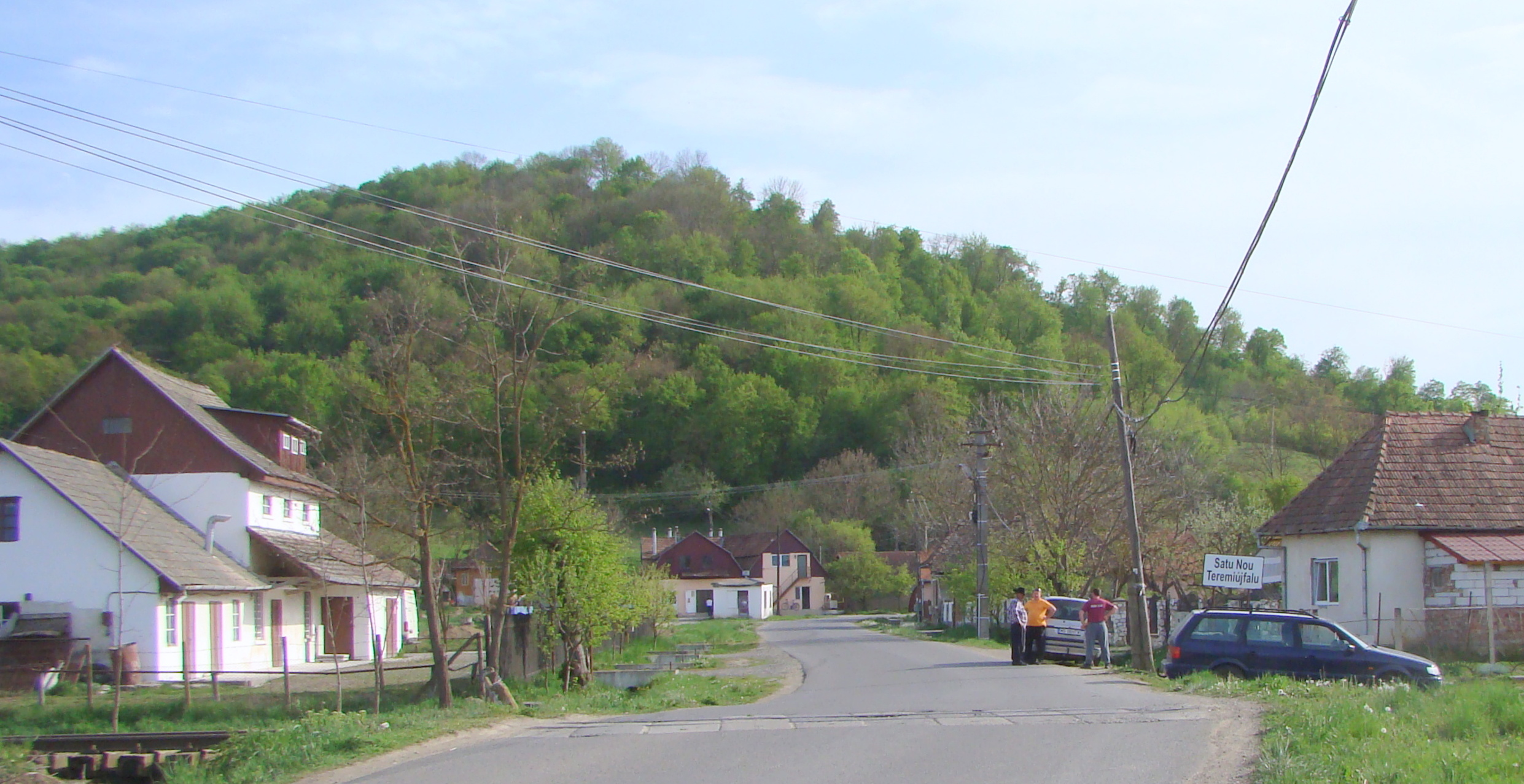
Intrarea în localitate
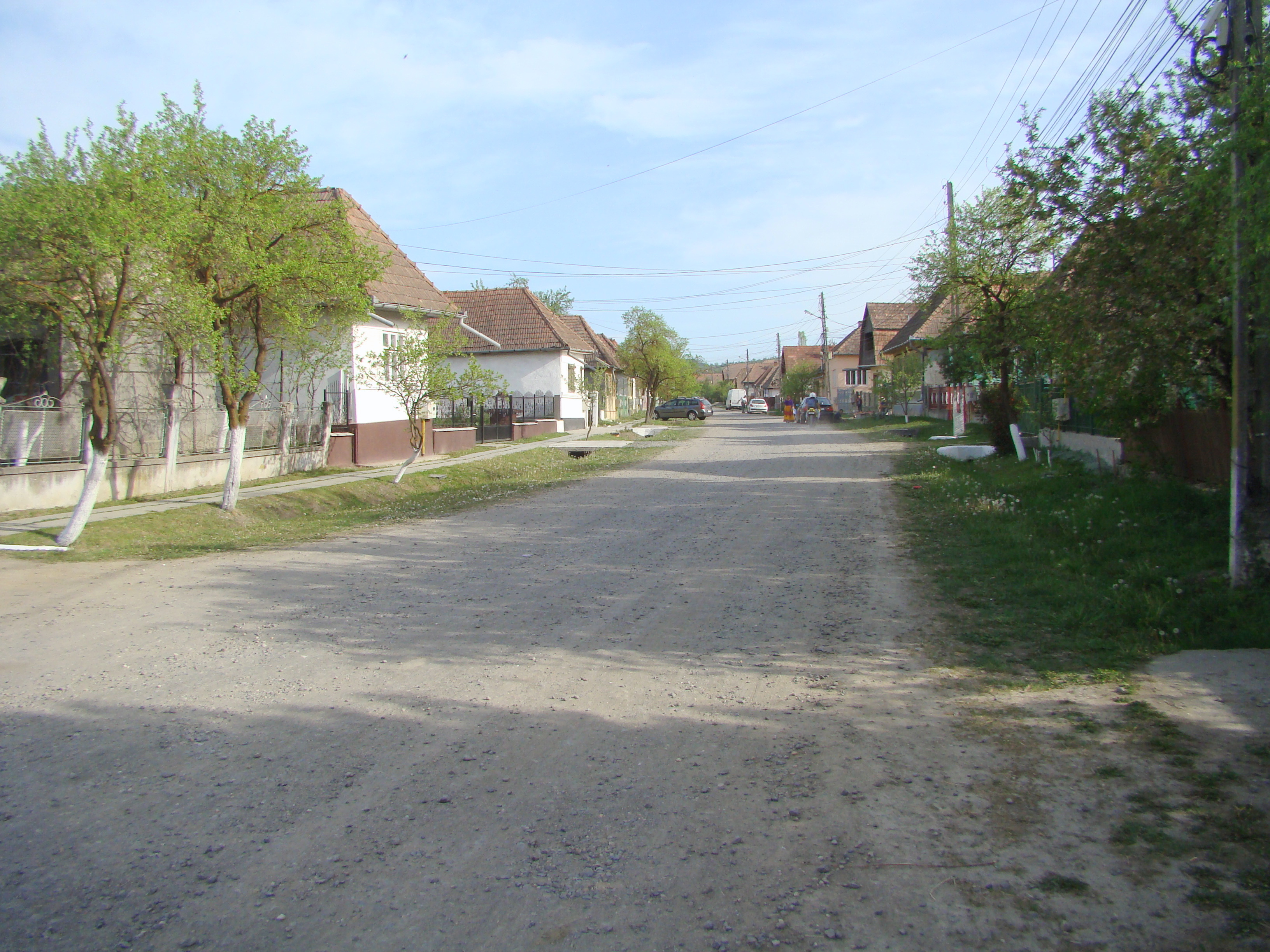
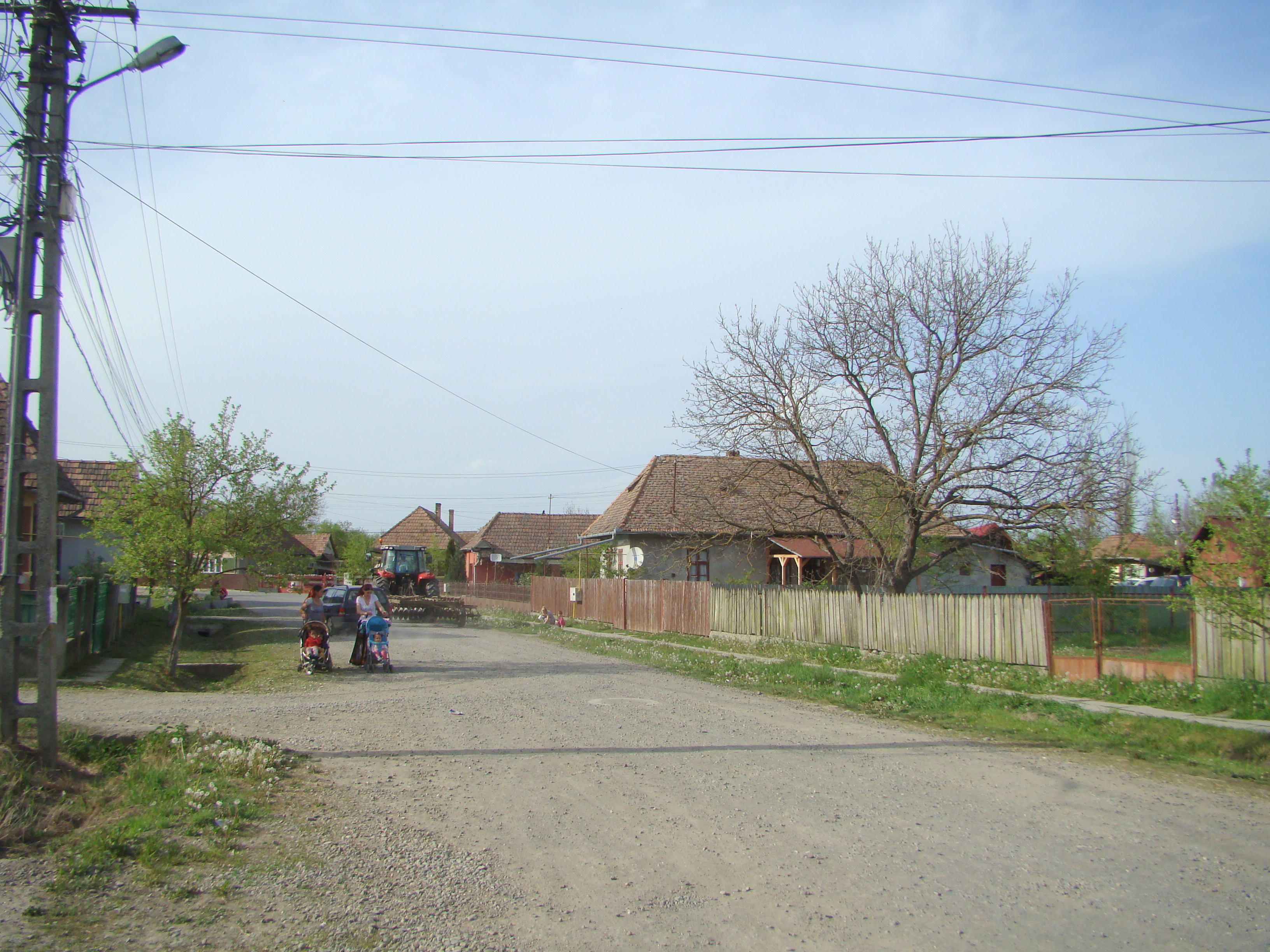
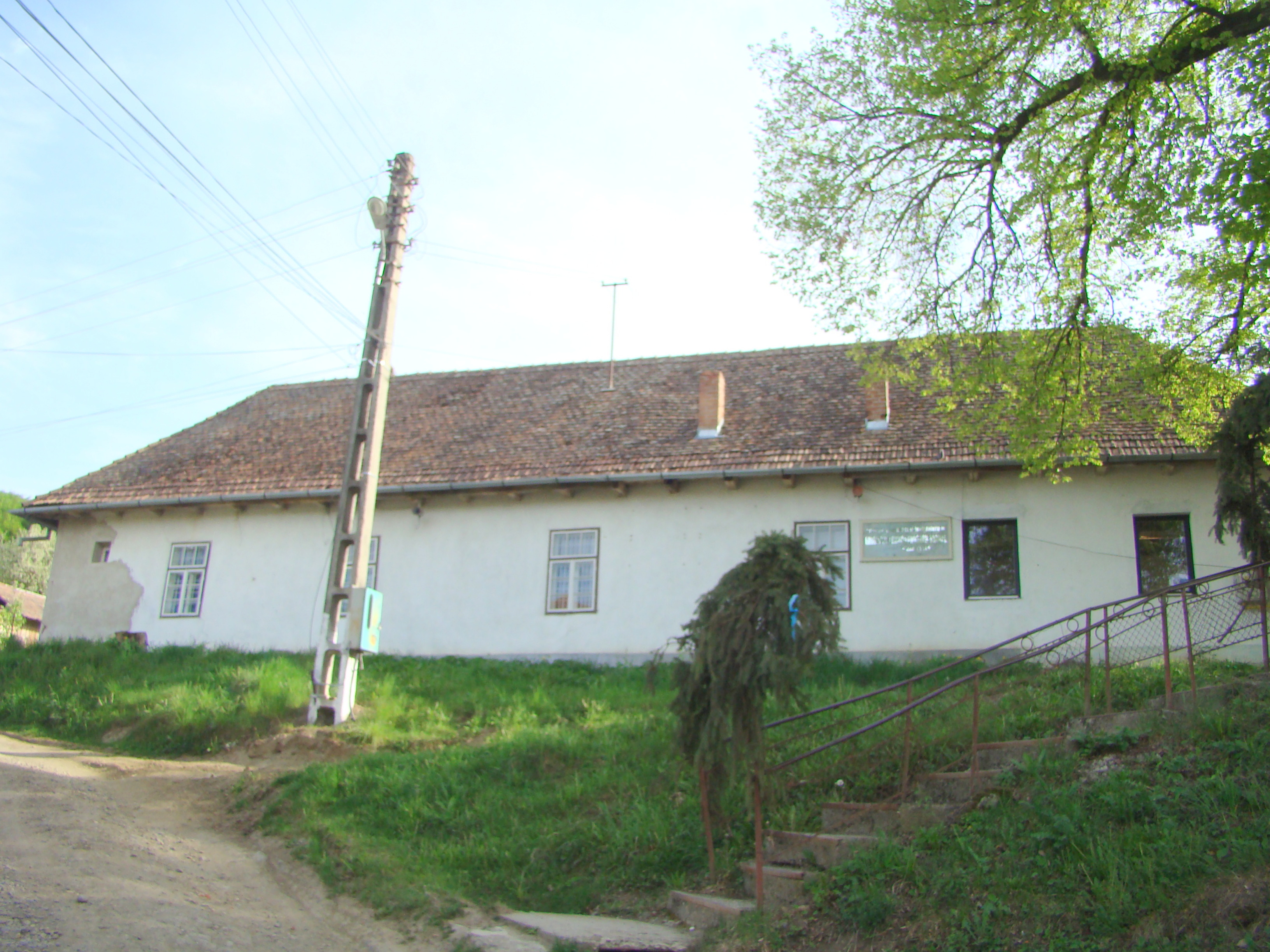
Grădinița
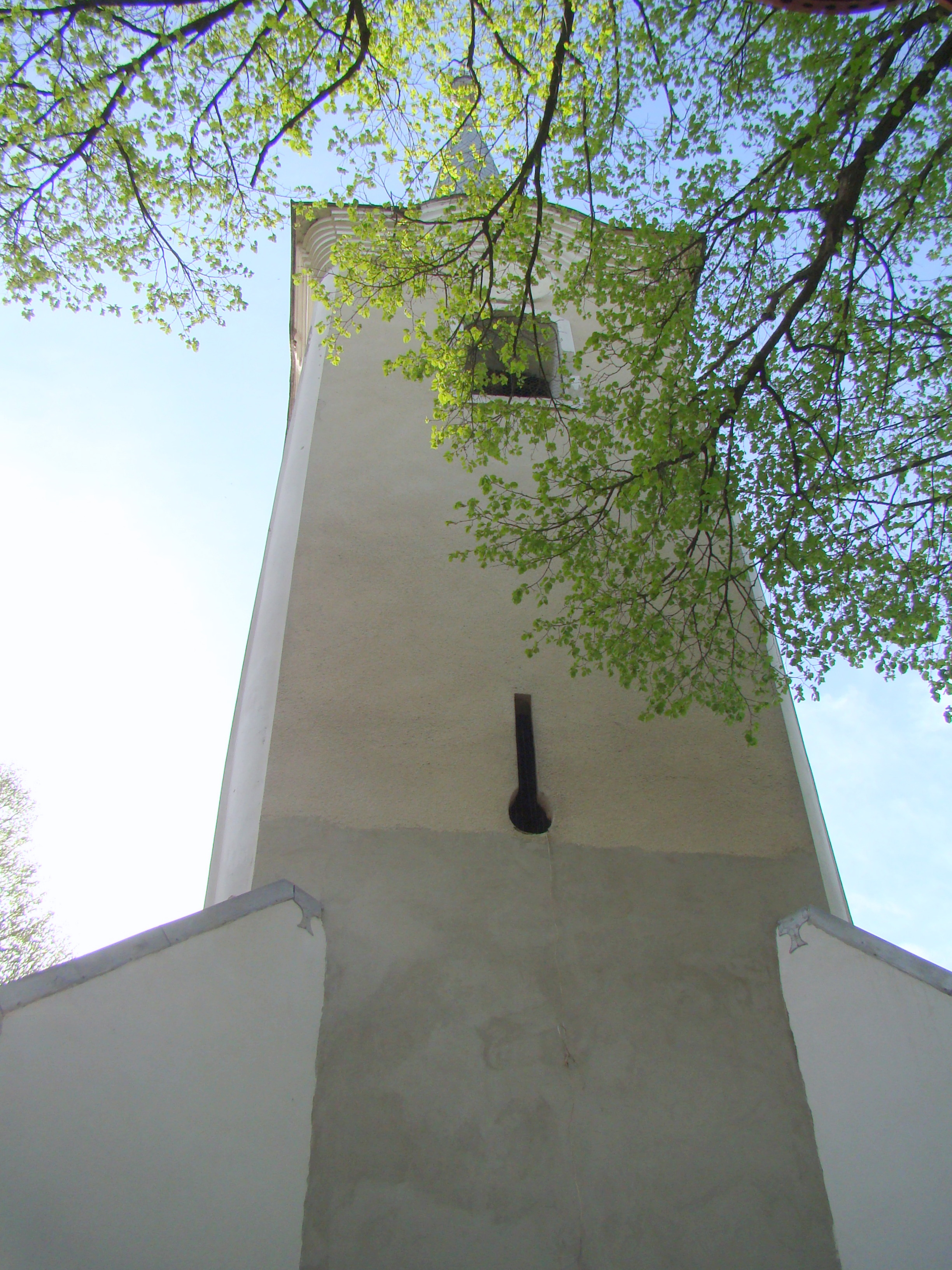
Turnul bisericii reformate
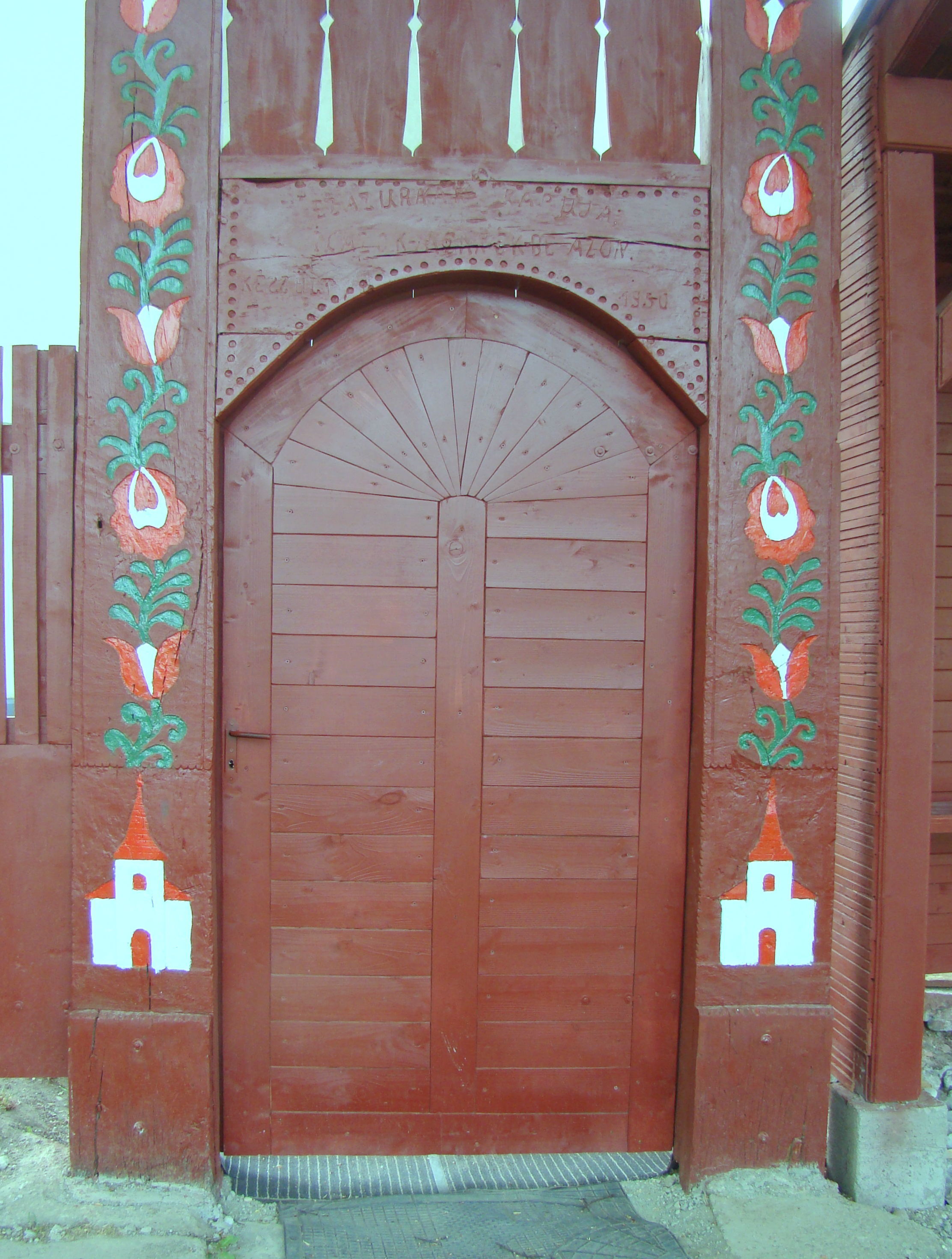
Poarta de lemn a bisericii reformate